# Jimy Szymanski
Jimy Szymanski Ottaviano (* 15. September 1975 in Caracas) ist ein ehemaliger venezolanischer Tennisspieler. 

## Karriere
Jimy Szymanski feierte hauptsächlich auf der zweitklassigen Challenger Tour Erfolge. Im Einzel und im Doppel gewann er auf dieser in seiner Karriere jeweils zwei Titel. Bei Grand-Slam-Turnieren erreichte er lediglich 1996 und 1997 die Hauptrunde der US Open, kam über diese jedoch beide Male nicht hinaus. Seine höchste Einzelplatzierung in der Weltrangliste erreichte er am 15. November 1999 mit Position 160. Im Doppel erreichte er Rang 187 im Juni 2000.
Bei den Panamerikanischen Spielen 1995 in Mar del Plata gewann er im Einzel die Bronze- und im Doppel die Silbermedaille.
In den Jahren 1996 und 2000 nahm er an den Olympischen Sommerspielen in Atlanta und Sydney teil. Bei den Spielen 1996 trat er lediglich im Einzel an. In der Auftaktrunde unterlag er Wayne Black aus Simbabwe in drei Sätzen. Bei den Spielen im Jahr 2000 nahm er wiederum nur an der Doppelkonkurrenz teil. Gemeinsam mit José de Armas besiegte er in der Auftaktrunde die Kroaten Mario Ančić und Goran Ivanišević in zwei Sätzen. Im Achtelfinale unterlagen sie jedoch den späteren Goldmedaillengewinnern Sébastien Lareau und Daniel Nestor aus Kanada glatt in zwei Sätzen.
Jimy Szymanski bestritt zwischen 1992 und 2006 insgesamt 28 Begegnungen für die venezolanische Davis-Cup-Mannschaft. Während seine Einzelbilanz mit 19:23 Siegen negativ ist, konnte er seine Doppelbilanz mit 11:10 Siegen positiv gestalten. Mit seinen 28 absolvierten Begegnungen ist er der Rekordspieler seines Landes.